# Inkscape
Inkscape é um software livre para editoração eletrônica (Portugal: edição eletrónica) de imagens e documentos vetoriais, com base numa versão mais avançada do antigo Sodipodi no qual teve origem. Trata-se assim de um fork considerado de sucesso.
Utiliza o método vetorial, ou seja, gera imagens a partir de um caminho de pontos definindo suas coordenadas, de forma transparente ao usuário. Imagens vetoriais têm maior aplicação em desenho técnico ou artístico e são, geralmente, mais leves e não perdem a qualidade ao sofrer transformações, como redimensionamento ou giro, em oposição aos formatos bitmap, pese embora o facto de os formatos vetoriais ainda não possuem capacidade direta para lidar com captação de fotografias em tempo real, pelo que na maior parte das aplicações tecnológicas de captação de imagem, os formatos bitmap ainda são considerados standard.
O Inkscape trabalha nativamente com o formato SVG (Scalable Vectorial Graphics), um formato aberto de imagens vetoriais, nomeadamente, uma subdefinição (DTD) da linguagem XML definido pela W3C. O aplicativo também exporta para o popular formato da Internet PNG e importa vários formatos vetoriais ou bitmap, como por exemplo: TIFF, GIF, JPG, AI, PDF, PS, entre outros.

## Interface gráfica
A equipe de desenvolvimento do Inkscape intenciona manter uma interface simples, porém extensivel, facilitando o uso do iniciante e do profissional. Efeitos (criados em virtualmente qualquer linguagem) estendem o menu do Inkscape. Em 2007, os desenvolvedores trabalharam na implementação de janelas encaixáveis, como já é possível no GIMP.

## Interface textual
O Inkscape também implementa uma interface textual para viabilizar conversões de formatos ou obtenção de informações de elementos SVG via linha de comando. Essa funcionalidade permite a automação de tarefas como a criação de miniaturas de diversos arquivos SVG. A título de exemplo, para os sistemas operativos GNU/Linux e  o comando seria da seguinte forma:
```
$ 
for
 
arq
 
in
 
*.svg
;
 
do
 
inkscape
 
-e
 
"
$(
basename
 
"
$arq
"
 
.svg
)
_miniatura.png"
 
-h
 
100
 
"
$arq
"
;
 
done

```

Para exportar a previsão de apenas um arquivo (em qualquer SO) seria:
```
$ 
inkscape
 
-e
 
imagem_preview.png
 
-h
 
100
 
imagem.svg

```

Alguns dos argumentos que o Inkscape aceita pela linha de comando são:
- -e : exportar PNG
- -d : define a DPI de exportação (o padrão é 90)
- -a : define a área a ser exportada (o padrão é a página)
- -w e -h : definem largura e altura do PNG exportado
- -i : exportar apenas a área do elemento com tal identificador
- -P : exportar arquivo PS
- -A : exportar arquivo PDF
- -W e -H : informa a largura e altura do desenho ou elemento identificado

## Versões

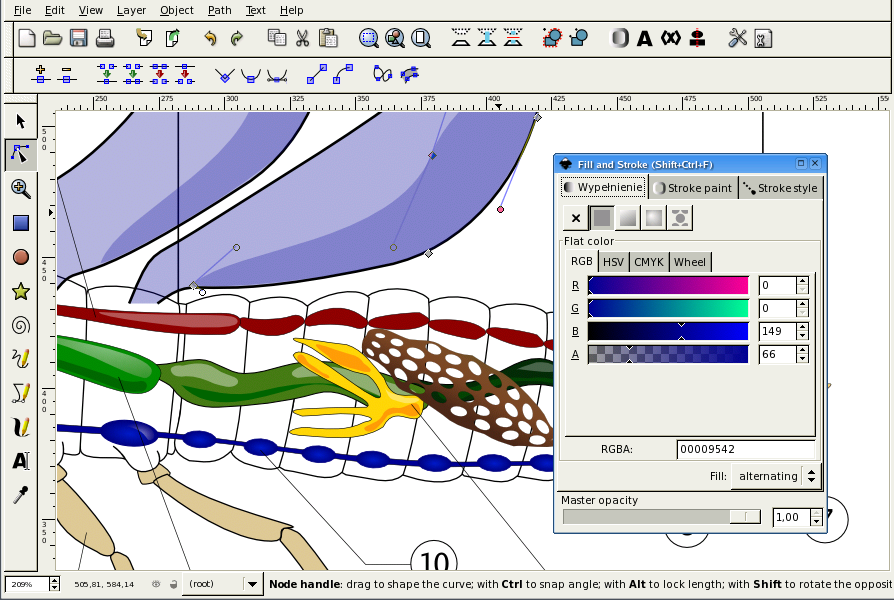
Interface gráfica do Inkscape, demonstrando algumas das suas funções

### Versão 0.40
Inkscape temos conversão de imagens bitmap em vetor (o procedimento é chamado de vetorização). Nesta versão temos também o recurso de colocar textos em segmentos "text on path", muito utilizado no CorelDraw, Illustrator e Freehand.

### Versão 0.42
Trouxe empolgantes inovações, como um recurso aprimorado de edição de textos, uma prática ferramenta para construção de degradés, e paletas de cores. A possibilidade expandida de trabalhar com clones de objetos e conseguir efeitos semelhantes a caleidoscópios e o total suporte à implementação de scripts em Python e Perl.

### Versão 0.43
Inclusão do menu Effects, com 22 efeitos gráficos, uma melhoria e refinamento nas ferramentas de edição de nós, sensibilidade a pressão para usuários de tablets (ou mesas digitalizadoras) na ferramenta desenho caligráfico e a inclusão do recurso de conexão de elementos, muito utilizado em fluxogramas.

### Versão 0.44
Disponibilizada em 24 de junho de 2006, foram adicionados Layers dialog, suporte para clipping e masking, melhorado a exportação .PDF com transparência, e melhoria geral na performance do software.

### Versão 0.44.1
Disponibilizada em 14 de Setembro de 2006. Corrige erros em Windows, Mac OS X, e outros erros que foram encontrados no último lançamento, 0.44, que introduz várias substanciais modificações, tais como, graphical layers, clipping e suporte a máscara, e exportação em PDF nativo com transparência.

### Versão 0.45
Disponibiliza funções como:
- filtro "Blur Gaussian"  possibilitando efeitos mais fotorrealísticos.
- Atalhos de tecla personalizáveis possibilitando usar atalhos de outros programas o que diminui a curva de aprendizado
- Histórico de ações - permitindo voltar a um momento específico da edição

### Versão 0.45.1
- Aparecimento do "Balde de Tinta" para preencher áreas reconhecidas pela coloração, nível do canal alfa, brilho ou outras variantes.